# Кончита Вурст
Кончи́та Ву́рст (нім. Conchita Wurst, справжнє ім'я: — То́мас Но́йвірт (нім. Thomas Neuwirth); нар. 6 листопада 1988, Гмунден) — австрійський співак та драг-квін. Переможець 59-го пісенного конкурсу Євробачення з піснею «Rise Like a Phoenix».

## Життєпис

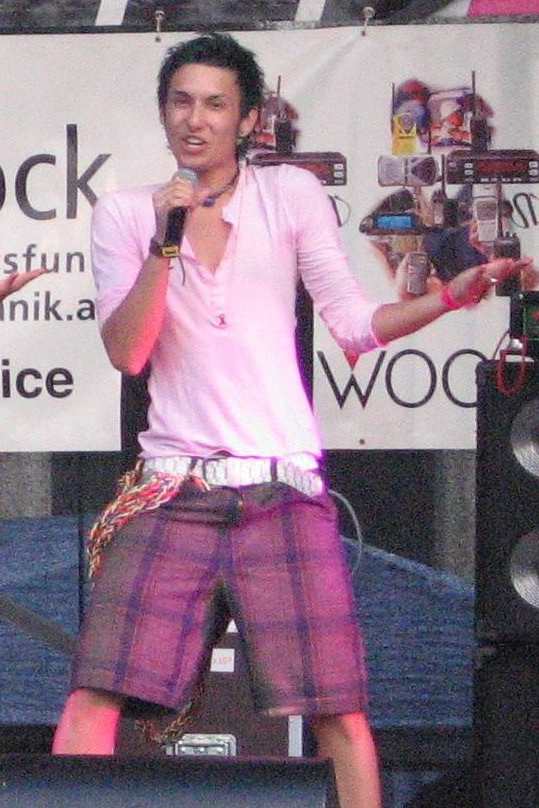
Томас Нойвірт поза образом Кончити Вурст 2007 року

Томас народився в Гмундені, але провів своє дитинство в Бад-Міттерндорфі, що у Верхній Штирії. 2011 року закінчив Школу моди в Граці, і відтоді мешкає у Відні.
Томас вперше з'явився на публіці як виконавець, 2006 року в третьому сезоні австрійського кастинг-шоу «Starmania», де посів друге місце після Надін Байлер. За рік він заснував бой-бенд «Jetzt anders!». Після припинення існування гурту, що проіснував близько місяця, Томас деякий час не виступав на сцені. І вже знову з'явився 2011 року в образі Кончити Вурст.
27 жовтня 2015 вперше відвідав Україну. В образі Кончити Вурст він взяв участь у зніманнях програми «Вечірній квартал» студії «95 квартал», де виконав пісні «You Are Unstoppable» і «Rise Like a Phoenix». Навесні 2018 року повідомив, що хворий на ВІЛ-інфекцію.

## Образ Кончити Вурст
Томас завжди хотів співати на сцені перед публікою, тому йому прийшла ідея створення персонажа, абсолютно не схожого на нього в реальному житті. Борода є свого роду провокація, яка в поєднанні з жіночим одягом створює гендерну суміш, показуючи всім, що в кожній людині є й чоловічий, і жіночий початок.

## Дискографія

### Альбоми
- 2015: Conchita
- 2018: From Vienna with Love
- 2019: Truth Over Magnitude

### Пісні
Пісні, що не входять до студійного альбому.
- 2011 — Unbreakable (англ.)
- 2012 — That’s What I Am (англ.)

## Відеографія
| Рік  | Пісня                       | Режисер           | Альбом   |
| ---- | --------------------------- | ----------------- | -------- |
| 2014 | Rise Like a Phoenix (англ.) | Shlomo Shekelberg | Conchita |
| 2014 | Heroes (англ.)              | Clemens Purner    | Conchita |
| 2015 | You Are Unstoppable (англ.) | Tobias Pichler    | Conchita |